# Premontrei templom (Nagyvárad)
A nagyváradi premontrei templom műemlékké nyilvánított épület Romániában, Bihar megyében. A romániai műemlékek jegyzékében a BH-II-m-A-01040 sorszámon szerepel.

## Története
A két tornyú templom barokk stílusban épült, eredetileg a pálos rend építtette, a Fájdalmas Szűz tiszteletére felszentelve. A templom építési ideje az 1740 és 1772 közötti időre tehető.
II. József 1786-ban felszámolta a pálos rendet. A rend felszámolását követően a templomot raktárnak használták. 1808-ban kerül a premontrei rend birtokába.
1872-1874 között a rendház épületét jelentősen kibővítették, eklektikus stílusban alakították át. A kibővített épületben kapott helyet a nagyváradi főgimnázium, illetve a Királyi Jogakadémia is.
Nagyváradra először II. István király 1131-ben, még a rendalapító Szent Norbert életében telepített premontreieket, az úgynevezett Váradelőhegyi Konventbe, amely így nem csak a premontrei rend magyarországi anyakolostora, de az alapító király temetkezőhelye is lett.
A templomhoz tartozó kolostor a középkorban elpusztult, melynek helyét korábban a mai Kálvária-hegyen feltételezték, de az elmúlt években régészeti ásatások során egy magaslattal keletebbre, az egykori Szent István hegy platóján sikerült rábukkanni.

## Leírása
A templom Nagyvárad Olaszi városrészében épült, szentélye délre néz. Az egyhajós, két homlokzati tornyos templomhoz nyugatról csatlakozik a rendház épülete. Homlokzatán a bejárat két oldalát toszkán háromnegyedes oszlopok határolják, amelyek az emeleten is megismétlődnek. Tornyait lapos sátortető borítja.
A templom belső terében korinthoszi fejezetes pillérpárok állnak, amelyek a süvegboltozatot tartják, amely a szentélyben is folytatódik. A szentély boltozatán gipszornamentika látható, négy sarkában négy alak, az ornamentika az orgonakarzat mellvédjén is megismétlődik.
A templomban a szerzetesek által faragott tölgyfapadok találhatók domborműves virágdíszekkel, de a templom értékes elemei a vakablakot eltakaró faragványok és az orgonakarzat rokokó rácsai is.
Korabeli oltárai nem maradtak fenn, a ma láthatók már a premontrei rend megrendelésére készültek, mellékoltárait 1808-ban állíttatták. 
A főoltárt a Fájdalmas Szűzanyának szentelték, melyet Mezey Lajos festett 1841-ben.

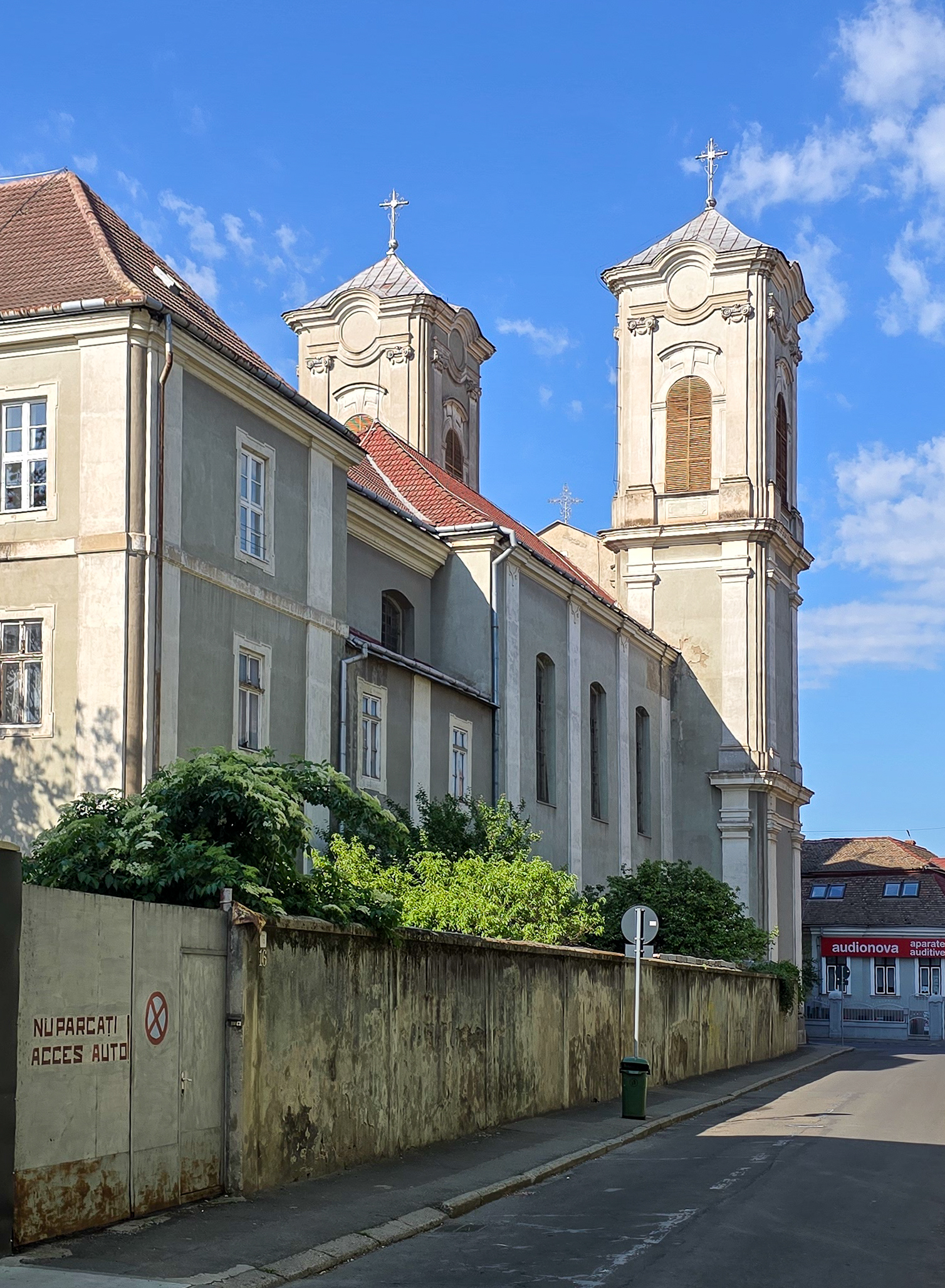
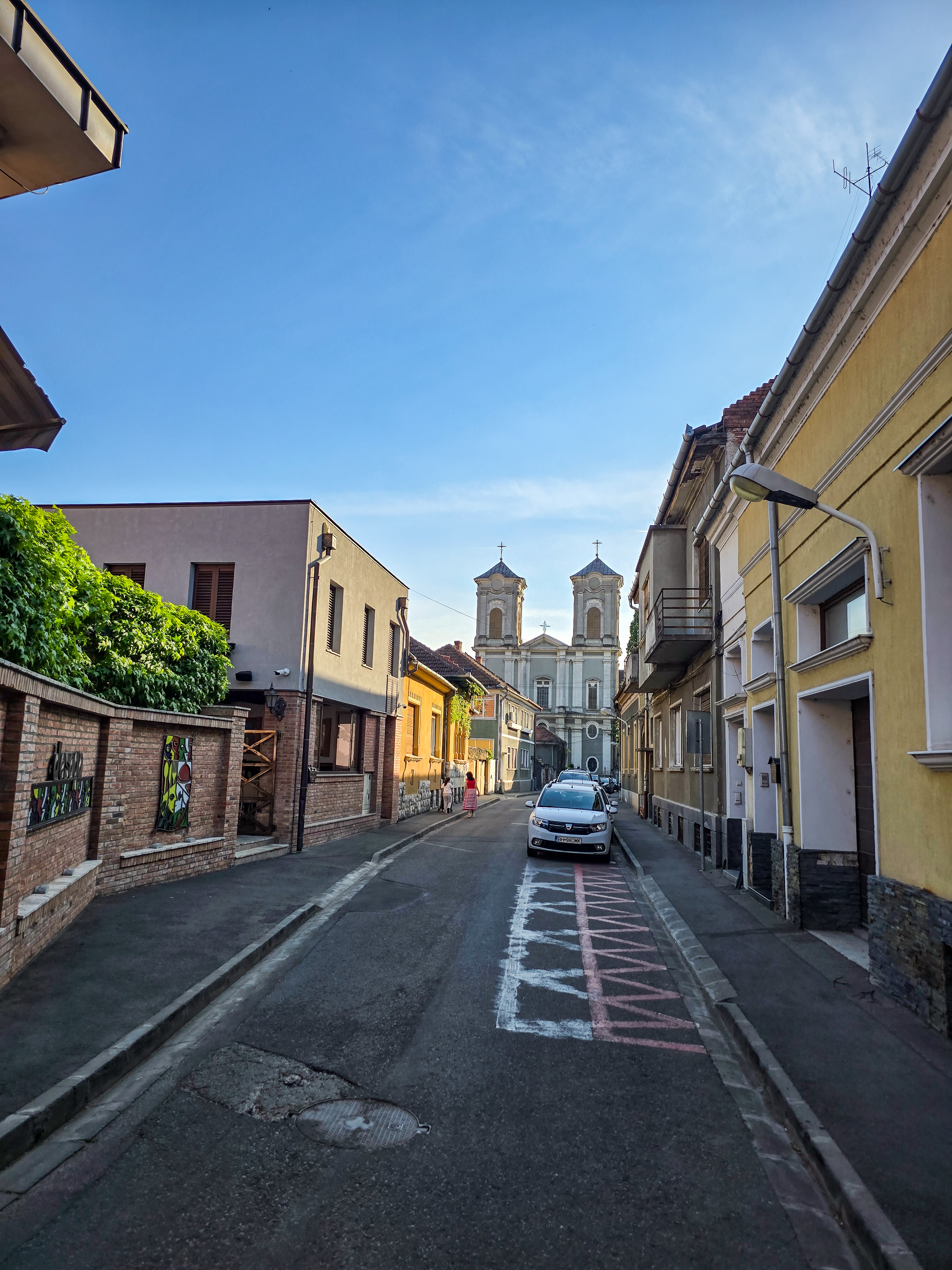